# 스탠리 윌리엄스

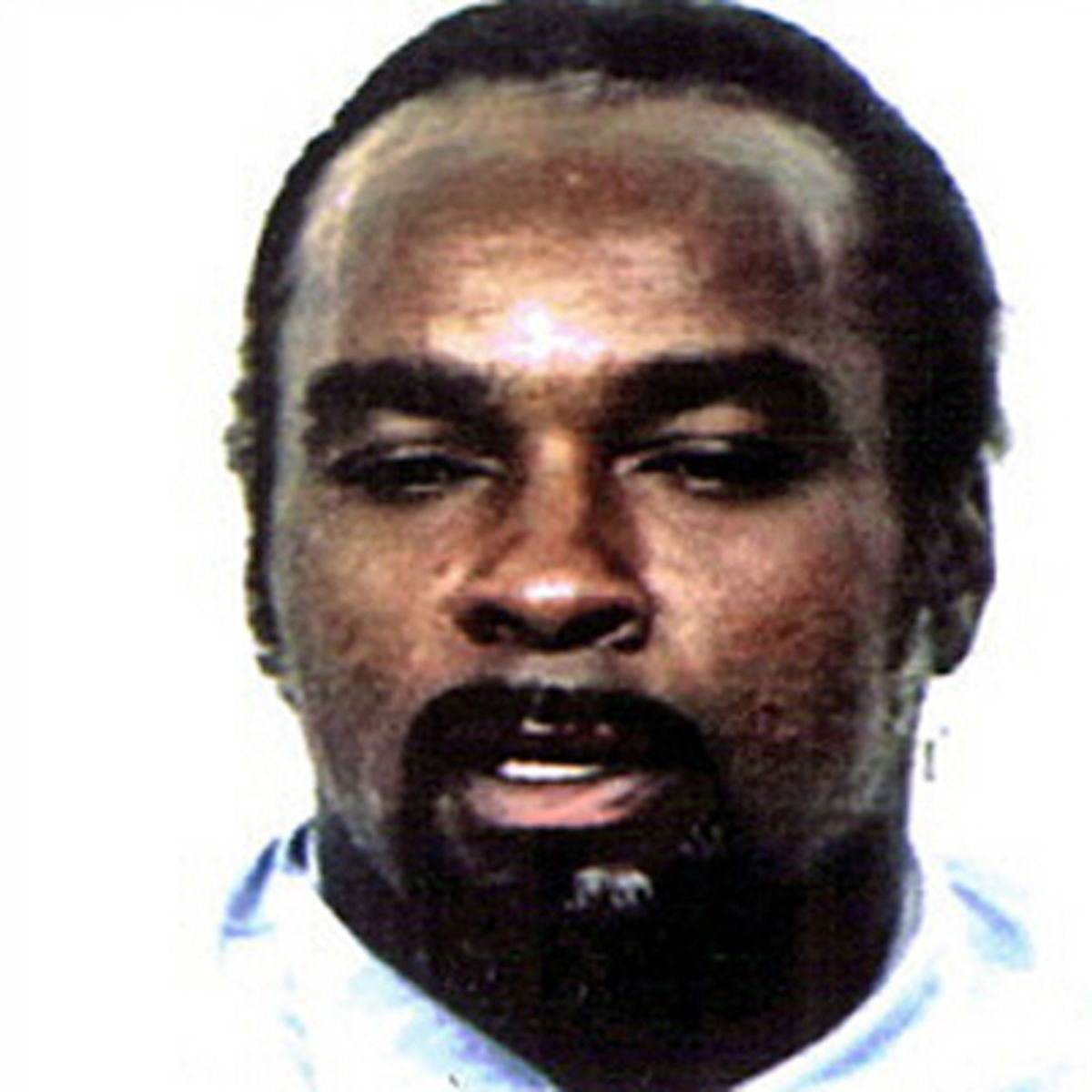

스탠리 투키 윌리엄스 3세(Stanley Tookie Williams III, 1953년 12월 29일 - 2005년 12월 13일)는 로스앤젤레스에 있는 크립스(Crips) 갱단의 창시자이다.
그는 1979년 두 건에 걸쳐 네 명(백인1명 아시아 가족 3명을 편의점에서)을 살해한 혐의로 1981년 사형 선고를 받았다. 수감된 상태에서 윌리엄스는 반폭력 활동을 했으며 어린이를 위한 책을 썼다. 하지만 그는 자신의 갱단에 대한 수사에 협조하지 않았으며, 옥내 폭행과 탈옥 시도에 연관되기도 했다. 그는 2005년 사형 집행 때까지 무죄를 주장했다. 그는 1977년 사형제 부활 이래 캘리포니아 주에서 열두 번째 집행된 사형수이다.
그는 17살에 크립스라는 LA지역의 대표적인 갱단을 만들었으며 사형수들과 폭행 사건이 터지며 독방에 수감되어 죽음을 기다리며 찾은 활동이 '글쓰기'이다. 그는 반폭력 활동을 하며 노벨상 후보로 5년 연속 선발되기도 하였으나 2005년 12월 13일 0시 1분, 캘리포니아에서 참관자들 앞에서 사형침대 위에 누워 독극물 주사 투여로 사형을 집행하였다.22분후 그는 숨을 거두게 되었고 참관자들 말로는 매우 평온하고 조용했다고 한다.
이는 캘리포니아 12번째 사형집행이었다.

## 같이 보기
- 미국의 사형제